# بول ماكجو
بول ماكجو (مواليد سنة 1954) (بالإنجليزية: Paul McGeough)‏ صحفي أسترالي-أيرلندي وكبير المراسلين الأجانب لصحيفة سيدني مورنينغ هيرالد.
في عام 2001، أثناء تغطية الأحداث في أفغانستان مع التحالف الشمالي، نجا هو والصحفي الفرنسي فيرونيك ريبروت (Véronique Rebeyrotte) من هجوم شنته حركة طالبان أسفر عن مقتل الصحفيين فولكر هاندلويك، وجوهان سوتون، وبيير بيلود.
سنة 2003، حصل على «جائزة والكلي للتميز الصحفي» تقديرا لشجاعته في العمل الصحفي.
ألّف عددا من الكتب، من بينها كتاب: اقتل خالد، ضربة الموساد الفاشلة ... وصعود حماس ، سنة 2009 (ردمك 978-1-74175-600-5)